# Notopteris
Notopteris ist eine Gattung von Flughunden mit zwei Arten, die in Melanesien verbreitet sind. Die Populationen zählten bis in die 1990er Jahre als eine Art.

## Merkmale
Diese Flughunde erreichen ohne Schwanz eine Länge von 90 bis 110 mm. Verglichen mit anderen Familienmitgliedern ist der Schwanz mit 40 bis 60 mm Länge auffällig lang. Weibchen sind mit einem Gewicht von 50 bis 65 g etwas leichter als Männchen, die 60 bis 70 g wiegen. Die Farbe des Fells variiert zwischen olivbraun und dunkelbraun. Kennzeichnend sind die fehlende Kralle am zweiten Finger sowie eine lange Zunge, die gut zur Aufnahme von Nektar geeignet ist.

## Arten und Verbreitung
Es werden folgende Arten unterschieden.
- Der Fidschi-Langschwanzflughund (Notopteris macdonaldi) lebt auf den Fidschiinseln und auf Vanuatu.
- Der Neukaledonien-Langschwanzflughund (Notopteris neocaledonica) ist auf Neukaledonien verbreitet.

## Lebensweise
Die Gattungsvertreter halten sich in Wäldern auf und besuchen Gärten. Kleinere Gruppen mit etwa 25 Mitgliedern ruhen in Höhlen oder gelegentlich in Baumhöhlen. Sie ernähren sich von Nektar, Pollen und Fruchtsaft. Weibchen können sich vermutlich mehrmals im Jahr fortpflanzen. Ein Wurf besteht aus einem Neugeborenen.

## Gefährdung
Diese Flughunde werden als Bushmeat gejagt und in ihren Verstecken gestört. Zusätzlich wirken sich Landwirtschaftsveränderungen negativ aus. Die IUCN listet den Fidschi-Langschwanzflughund als gefährdet (vulnerable) und den Neukaledonien-Langschwanzflughund als stark gefährdet (endangered).